# Warum ist Frau B. glücklich?
Warum ist Frau B. glücklich? ist ein Porträtfilm von Erika Runge von 1968. Er war einer der wichtigsten westdeutschen Dokumentarfilme seiner Zeit.

## Inhalt
Die 59-jährige Bergarbeiterwitwe Maria Bürger aus Duisburg-Beeckwerth erzählt aus ihrem Leben, außerdem werden Alltagsszenen mit ihr gezeigt.
Sie kam aus Ostpreußen ins Ruhrgebiet, heiratete dort einen Bergarbeiter, bekam drei Kinder und arbeitete in verschiedenen Hilfstätigkeiten.
Ihr Mann und ein Sohn starben früh, die Familie erlebte Not, Armut und Hunger zu verschiedenen Zeiten. Trotzdem sagt Maria Bürger, dass sie glücklich sei und ihr Leben so noch einmal wiederholen würde, wenn sie die Möglichkeit dazu hätte.

## Hintergründe
Die promovierte Literaturwissenschaftlerin Erika Runge führte 1967 Interviews mit Arbeitern und Angestellten im Ruhrgebiet über deren Lebenssituation, woraus das Buch Bottroper Protokolle (1968) entstand, das die neue Richtung  der deutschen Interviewliteratur begründete. Mit Maria Bürger drehte sie als einziger Interviewpartnerin zusätzlich einen Film. Die Aufnahmen entstanden im Oktober 1967.
Warum ist Frau B. glücklich? wurde zuerst am 1. Mai 1968 im Westdeutschen Rundfunk (WDR) gezeigt, und dann bei verschiedenen Festivals und in Programmkinos
- 11. Oktober 1968, Internationalen Filmwoche in Mannheim[2], mit einem Sonderpreis und einer Empfehlung
- November 1977 Kino Bali in Berlin-Zehlendorf, Frauenmonat. Frauen in den Gewerkschaften[3]

- 28. April 1978 Westdeutsche Kurzfilmtage Oberhausen, Retrospektive Das Ruhrgebiet im Film[4]
- 2015 Internationales Frauenfilmfest Dortmund und Köln[5]
- 5. September 2023 Zeughauskino Berlin[6]
- 10. August 2025 Filmforum Duisburg, Filmreihe Duisburg im Bilde, Eröffnungsfilm[7][8]

## Auszeichnungen
- 1968 Preis der deutschen Filmkritik
- 1968 Internationale Filmwoche Mannheim, Sonderpreis für den besten  Fernsehfilm und Empfehlungen der Jury des Evangelischen Filmpreises[9]
- 1968 Fernsehfilmpreis der Deutschen Akademie der Darstellenden Künste

## Bedeutung
Warum ist Frau B. glücklich? gilt als einer der bedeutendsten westdeutschen Dokumentarfilme dieser Zeit.
Er stellte erstmals das Leben einer Person aus der arbeitenden Bevölkerung in den Mittelpunkt. Auch die Darstellung mit vielen Nahaufnahmen und Interviews war neu.
Warum ist Frau B. glücklich? begründete eine neue Form des Dokumentarfilms, dem ähnliche wie Nachrede auf Klara Heydebreck (1969) von Eberhard Fechner oder Von wegen Schicksal (1979) von Helga Reidemeister folgten.
Er gehörte auch zu den wichtigsten westdeutschen Frauendokumentarfilmen bis 1990 (mit den meisten Preisen) .

## Rezeption
Der Germanist Andre Bartoniczek charaktierisierte den Film 2022 so

„Der Gegenstand des Films ist der Mensch, und in dem individuellen Schicksal der Maria Bürger spiegelt sich nicht nur ihr privates Leben im Jahre 1967, sondern ein halbes Jahrhundert Geschichte (…). Geschichte wird in Runges Film nicht mehr als  vergangener Gegenstand, als Inhalt objektiven Wissens angeschaut, über den mit erzieherischem Anspruch sachlich informiert wird, sondern sie begegnet dem Zuschauer in einer bis dahin ungekannten sinnlichen  Unmittelbarkeit in einer realen Biographie, die  nicht als Exempel oder Illustration eines historischen Sachverhalts dient, sondern für sich selbst steht. (…)  In ihrem Schicksal artikuliert sich die Aktualität sowohl der Sozialen Frage als auch der Geschlechterfrage.“

Und die Duisburger Filmwoche lobte 2025

„Erika Runge stellt eine Frau voller Leben vor, die aus einem bewegten Leben mitreißend erzählt. Was ihre Dokumentation bahnbrechend machte, war die Verbindung zwischen dem privaten Schicksal und den zeitgeschichtlichen Ereignissen. Dieses Stilmittel wirkte bis heute vorbildlich.“

## Varia
Der Filmkritiker  Kraft Wetzel veränderte den Filmtitel  in einer Zeitschriftenrezension 2000 zu Warum ist Herr B. unglücklich?, über den bekannten DDR-Dokumentarfilmer Jürgen Böttcher, als humorvolle Veränderung einer Redewendung, ohne weitere Bezüge zu dem Film von 1968.